# Apocephalus laselvaensis
Apocephalus laselvaensis är en tvåvingeart som beskrevs av Brown 1997. Apocephalus laselvaensis ingår i släktet Apocephalus och familjen puckelflugor. Inga underarter finns listade i Catalogue of Life.